# Shōkō Asahara
Shōkō Asahara (jap. 麻原 彰晃 Asahara Shōkō), bürgerlicher Name Chizuo Matsumoto (jap. 松本 智津夫 Matsumoto Chizuo; * 2. März 1955 auf Kyūshū; † 6. Juli 2018 in Tokio), war Gründer und Führer der japanischen Sekte Ōmu Shinrikyō (Aum-Sekte). Für seine Rolle bei den Giftgasanschlägen in der Tokioter U-Bahn am 20. März 1995 wurde er 2004 zum Tode verurteilt und das Urteil im September 2006 vom Obersten Gerichtshof Japans in letzter Instanz bestätigt. Die Hinrichtung fand am 6. Juli 2018 statt.

## Leben
Matsumoto wurde 1955 in einem Dorf auf der südjapanischen Insel Kyūshū als sechstes von sieben Kindern geboren. Von Geburt an war er wegen eines angeborenen Glaukoms auf einem Auge blind und auf dem anderen schwer sehbehindert. Er wuchs in ärmlichen Verhältnissen als Sohn eines Tatamimatten-Herstellers auf.
Wie viel Matsumoto genau sehen konnte, wurde nach seiner Festnahme breit diskutiert. Augenzeugen berichteten, dass Matsumoto habe Zeitung lesen, auf Scheiben schießen und in Tokios Straßen habe Autofahren können, dementsprechend nicht blind sein können. Matsumotos Fähigkeit zu sehen, obwohl er beeinträchtigt war, spielte eine bedeutende Rolle in seiner frühen Entwicklung.
Matsumoto besuchte fünfzehn Jahre lang eine Blindenschule, zu der er gemeinsam mit seinem völlig blinden Bruder im Alter von fünf Jahren geschickt worden war. Mit sechs Jahren zog er in ein der Einrichtung angegliedertes Schülerheim und lebte dort bis zu seinem Abschluss. Schon früh strebte er eine Führungsrolle an und kandidierte in der Grund-, Mittel- und Oberschule jeweils als Klassensprecher.
Matsumotos eingeschränkte Sehfähigkeit erlaubte ihm – oder gab ihm das Gefühl –, sein soziales Umfeld in der Blindenschule zu beherrschen: Durch Botengänge für seine blinden Mitschüler gewann er Einfluss, Macht und Geld. Das Sehen als Vorteil gegenüber seinen Lehrern und Klassenkameraden erlaubte es ihm, Gefühle der Entbehrung zu vermeiden, und etablierte in ihm ein starkes Anspruchsdenken und Elitismus.
Während seiner Schulzeit beschäftigte sich Matsumoto auch mit Körperertüchtigung und er erwarb den schwarzen Gürtel im Judo. 1977 erlangte er seinen Schulabschluss; zu diesem Zeitpunkt hatte er bereits über 300.000 Yen gespart, ein beträchtliches Vermögen für einen jungen Mann zu dieser Zeit.
Nachdem er durch die Aufnahmeprüfung der Universität Tokio gefallen war, auf die er sich jahrelang vorbereitet hatte, wurde er
verbittert und empfand Zurückweisung. Daraufhin wandte er sich dem Studium der Akupunktur und der traditionellen chinesischen Medizin zu.
Nach seinem Abschluss praktizierte er Akupunktur und Moxibustion. Er eröffnete in Funabashi in der Präfektur Chiba, in der Nähe von Tokio, eine Apotheke für asiatische Arzneimittel und gründete in diesem Zusammenhang die Vereinigung der gesegneten Götter (Tenkei no kai) zum Verkauf von Medikamenten zur vermeintlichen Heilung von Rheuma und anderen Alterskrankheiten. 1982 wurde er daher wegen Betrugs verhaftet, aber gegen Kaution freigelassen. Seine Apotheke ging kurz nach seiner Verhaftung in Konkurs.
Mit seiner Frau Tomoko hatte Matsumoto vier Töchter und zwei Söhne.

## Wirken als Führer von Ōmu Shinrikyō
In den 1980er-Jahren trat Matsumoto der spirituellen Gruppe Agon-shū bei und gründete 1984 den Yoga-Verein Ōmu Shinsen no Kai. 1987 beanspruchte er für sich, bei einem Aufenthalt in Indien die Erleuchtung erlangt zu haben, änderte seinen Namen in Asahara Shōkō und wandelte seinen Yoga-Verein in Ōmu Shinrikyō um.
Er erzählte seinen Schülern in Bezug auf seine Indien-Reise von einem Treffen mit dem Gott Shiva, und davon, dass der Dalai Lama ihm eine Mission aufgetragen habe, und er von nun an ein Guru (jap. 尊士; Sonshi, zu Deutsch etwa „spiritueller Lehrer“) sei.
Seine Lehren entlehnte Asahara dem Hinduismus und Buddhismus, insbesondere dem altruistischen Ideal des Mahayana-Buddhismus, sowie einer verzerrten Form des Guruyoga des Vajrayana-Buddhismus. Zudem lehrte er Phowa. Mit seiner vom Buddhismus abweichenden Interpretation des Guruyoga begründete er den absoluten Gehorsam zum Lehrer (Guru) und etablierte eine Lehrer-Schüler-Beziehung, in der nur er die völlige Reinheit und Macht besaß. Asahara wurde von vielen Sektenmitgliedern als Wiederkunft Jesu Christi betrachtet.
Asahara steigerte sich mit seinen Ansichten in die Gewaltfantasie hinein, mit der Phowa Menschen zum Tod zu führen, um sie so zu „erlösen“ und auf eine höhere spirituelle Ebene zu heben. Daraus wurde der Wahn, die Welt mit Gewalt „erlösen“ zu können, was zum Giftgasanschlag in Tokio führte.
Mit Shinritō, dem politischen Arm der Sekte, kandidierte Asahara 1989 für das japanische Parlament. Die Wahl endete für ihn mit einem völligen Misserfolg, die Sekte bekam finanzielle Probleme und viele Mitglieder traten aus. Nach diesem Ereignis prophezeite Asahara das baldige Weltende, das er zunächst auf 1997 festsetzte. Außerdem ordnete er die Produktion chemischer Kampfstoffe an.
Am 20. März 1995 verübten Ōmu-Shinrikyō-Mitglieder einen Giftgas-Anschlag mit Sarin auf die Tokioter U-Bahn, bei dem 13 Menschen starben und über 6000 verletzt wurden, 37 davon schwer.

## Gerichtsverfahren
Shōkō Asahara wurde wegen des U-Bahn-Anschlags und seiner Beteiligung an einer Reihe von Morden am 16. Mai 1995 verhaftet.
Der Prozess gegen ihn begann am 24. April 1996 vor den Bezirksgericht Tokio. In der ersten Hälfte des Prozesses schrieb Asahara alle ihm zur Last gelegten Verbrechen seinen Anhängern zu und bestand auf seiner Unschuld. Im weiteren Verlauf weigerte er sich dann nicht nur, mit den Richtern und der Anklage zu sprechen, sondern hörte auch auf, mit seinen Anwälten zu kommunizieren.
Am 27. Februar 2004 wurde er zum Tode verurteilt; er nahm den Urteilsspruch schweigend zur Kenntnis. Trotz eines Berufungsantrags seiner Verteidiger wurde das Todesurteil vom Tokioter Gericht bestätigt. Die Rechtsanwälte legten allerdings auch dagegen Berufung ein, da sie nach eigener Aussage erhebliche Zweifel am Geisteszustand Asaharas hatten und sich bei über 140 Gesprächen kein einziges Mal vernünftig mit ihm unterhalten konnten.
Im März 2006 ließen Asaharas Anwälte eine letzte Einspruchsfrist verstreichen. Als Grund gaben sie an, dass keine Kommunikation mit dem Verurteilten möglich gewesen sei. Auf dieser Grundlage reichten sie beim Obersten Gericht von Tokio einen Einspruch ein, der am 30. Mai 2006 abgewiesen wurde. Ein vom Gericht bestellter medizinischer Sachverständiger kam, anders als die Anwälte, zu dem Schluss, dass Asahara sehr wohl verstehe, was um ihn geschehe.
Nach dieser Entscheidung verblieb als letzte Möglichkeit die Anrufung des Obersten Gerichts. Ein entsprechendes Gesuch, das sich ebenfalls auf den schlechten Geisteszustand ihres Klienten bezog, reichten Asaharas Anwälte am 5. Juni 2006 ein, es wurde jedoch am 15. September 2006 in letzter Instanz zurückgewiesen.
Am 10. November 2008 reichten die Angehörigen Asaharas beim Bezirksgericht Tokio einen Antrag auf eine neue Verhandlung ein; dieser Antrag wurde im März 2009 abgelehnt.
Die Hinrichtung von Asahara und sechs weiteren Mitgliedern der Sekte (Seiichi Endō, Tomomasa Nakagawa, Masami Tsuchiya, Tomomitsu Niimi, Yoshihiro Inoue und Kiyohide Hayakawa) fand am 6. Juli 2018 durch Erhängen statt. Die übrigen sechs Verurteilten wurden 20 Tage später exekutiert.

## Publikationen (Auswahl)
- Secret Method of Developing Superhuman Power. Daiwa Press, Tokio 1986.
- Transcending Life and Death. Aum Press, Tokio 1986.
- Tathagata Abhidhamma - The Ever Winning Law of the True Victors.
- Supreme Initiation: An empirical spiritual science for the supreme truth. Aum Publishing, Tokio 1987.
- Beyond Life and Death. Aum Publishing, Tokio 1993
- Christ Proclamation Part 1. Aum Corp, Tokio 1991.
- Christ Proclamation Part 2. Aum Corp, Tokio 1991.
- Shoko Asahara, His Horrible Prophecy (Can you survive at the horrible end of this century?). Aum Corp, Tokio 1993.
- The Bodhisattva Sutra (Preaching the Complete Salvation by Faith). Aum Corp, Tokio 1994.
- Disaster Approaches the Land of the Rising Sun. Aum Corp, Tokio 1995.